# قائمة حلقات أجاثا كريستي ماربل
قائمة بحلقات أجاثا كريستي ماربل (بالإنجليزية: List of Agatha Christie's Marple episodes) يتكون مسلسل أجاثا كريستي ماربل من ستة مواسم كل موسم يتكون من أربع حلقات ما عدا الموسم السادس يتكون من ثلاث حلقات

## الموسم الأول (2004 - 2005)
| رقم الحلقة | تاريخ العرض    | عنوان الحلقة          | مدة الحلقة     |
| ---------- | -------------- | --------------------- | -------------- |
| 1          | 12 ديسمبر 2004 | جثة في المكتبة        | ساعة و34 دقيقة |
| 2          | 19 ديسمبر 2004 | جريمة في بيت الكاهن   | ساعة و34 دقيقة |
| 3          | 26 ديسمبر 2004 | قطار 4.50 من بادنغتون | ساعة و34 دقيقة |
| 4          | 2 يناير 2005   | إعلان عن جريمة        | ساعة و34 دقيقة |

## الموسم الثاني (2006)
| رقم الحلقة | تاريخ العرض    | عنوان الحلقة    | مدة الحلقة     |
| ---------- | -------------- | --------------- | -------------- |
| 1          | 5 فبراير 2006  | الجريمة النائمة | ساعة و33 دقيقة |
| 2          | 12 فبراير 2006 | الإصبع المتحرك  | ساعة و33 دقيقة |
| 3          | 19 فبراير 2006 | وخز الأصابع     | ساعة و33 دقيقة |
| 4          | 30 أبريل 2006  | لغز سيتافورد    | ساعة و33 دقيقة |

## الموسم الثالث (2007 - 2008 - 2009)
| رقم الحلقة | تاريخ العرض    | عنوان الحلقة    | مدة الحلقة     |
| ---------- | -------------- | --------------- | -------------- |
| 1          | 23 سبتمبر 2007 | في فندق بيرترام | ساعة و33 دقيقة |
| 2          | 30 سبتمبر 2007 | محنة البراءة    | ساعة و33 دقيقة |
| 3          | 3 أغسطس 2008   | ساعة الصفر      | ساعة و33 دقيقة |
| 4          | 1 يناير 2009   | انتقام العدالة  | ساعة و33 دقيقة |

## الموسم الرابع (2009)
| رقم الحلقة | تاريخ العرض   | عنوان الحلقة            | مدة الحلقة     |
| ---------- | ------------- | ----------------------- | -------------- |
| 1          | 6 سبتمبر 2009 | جيب مملوء بحبوب الذرة   | ساعة و33 دقيقة |
| 2          | 12 يوليو 2009 | الجريمة سهلة            | ساعة و33 دقيقة |
| 3          | 19 يوليو 2009 | خداع المرايا            | ساعة و33 دقيقة |
| 4          | 26 يوليو 2009 | لماذا لم يسألوا إيفانز؟ | ساعة و33 دقيقة |

## الموسم الخامس (2010 - 2011)
| رقم الحلقة | تاريخ العرض    | عنوان الحلقة       | مدة الحلقة     |
| ---------- | -------------- | ------------------ | -------------- |
| 1          | 30 أغسطس 2010  | الحصان الأشهب      | ساعة و29 دقيقة |
| 2          | 20 يونيو 2010  | أسرار المداخن      | ساعة و29 دقيقة |
| 3          | 29 ديسمبر 2010 | زهرة المسك الزرقاء | ساعة و33 دقيقة |
| 4          | 2 يناير 2011   | المرآة المتصدعة    | ساعة و33 دقيقة |

## الموسم السادس (2013)
| رقم الحلقة | تاريخ العرض    | عنوان الحلقة       | مدة الحلقة     |
| ---------- | -------------- | ------------------ | -------------- |
| 1          | 16 يونيو 2013  | لغز البحر الكاريبي | ساعة و29 دقيقة |
| 2          | 23 يونيو 2013  | حماقة جرينشو       | ساعة و29 دقيقة |
| 3          | 29 ديسمبر 2013 | ليل لا ينتهي       | ساعة و29 دقيقة |